# Biografismus
Biografismus bezeichnet seit dem späten 19. Jahrhundert eine übertriebene und von der Literaturwissenschaft gemeinhin als ungerechtfertigt abgelehnte Abwandlung der seit der Renaissance etablierten biographischen literaturwissenschaftlichen Methode. Während die biographische Methode das bessere Textverständnis durch Kenntnisse aus dem Leben und Umfeld des empirischen Textproduzenten zu erreichen sucht, versuchte man im 19. Jahrhundert häufig, einzelne Details oder fiktive Figuren in literarischen Texten durch Identifizierung von Vorlagen oder Ereignisse in der Biografie des Autors isoliert zu erklären. Der Begriff wird seit dem späten 19. Jahrhundert abwertend verwendet und ist nicht zu verwechseln mit der historisch-hermeneutischen biographischen Methode.
Die Wortbildung erschließt sich entsprechend aus dem Begriff Biografie (von gr. βιογραφία: βíος das Leben und γραφή die Schrift) sowie dem Suffix -ismus (von gr. -ισμός für eine Geisteshaltung).
Die biographische Methode kann prinzipiell auf die Werke jeder Autorin und jeden Autors angewandt werden. Der davon abzugrenzende und von der Literaturwissenschaft bereits um 1900 einhellig abgelehnte Biographismus wurde beispielsweise in der Goetheforschung des 19. Jahrhunderts häufig praktiziert.